# Brian Austin Green
Brian Austin Green (ur. 15 lipca 1973 w Los Angeles) – amerykański aktor telewizyjny i filmowy, występował jako David Silver w serialu Beverly Hills, 90210, raper, reżyser i producent filmowy. Odtwórca roli Davida Silvera w operze mydlanej dla młodzieży Aarona Spellinga Beverly Hills, 90210 (1990–2000).

## Życiorys

### Wczesne lata
Urodził się w Van Nuys, w Los Angeles jako jedno z trojga dzieci Joyce (z domu Klein) i muzyka country George’a L. Greena. Jego rodzina była pochodzenia włoskiego (babka ze strony ojca), angielskiego, szkockiego, francuskiego i holenderskiego, a także miała korzenie Czirokezów (Indianie), węgierskie i irlandzkie. Ma przyrodniego brata Keitha i przyrodnią siostrę Lorelei. Dorastał w Północnym Hollywood w stanie Kalifornia. Ukończył North Hollywood High School i Mascoma Valley Regional High School. Uczęszczał potem do Hamilton High School Academy of Music.

### Kariera
Mając 12 lat trafił na mały ekran w telewizyjnej komedii familijnej fantasy na podstawie noweli Oscara Wilde’a Disney Channel Duch Canterville (The Canterville Ghost, 1985). Rok później pojawił się w operze mydlanej CBS Knots Landing (1986-89) jako Brian Cunningham, syn Abby Cunningham Ewing (Donna Mills). Następnie wystąpił gościnnie w serialu NBC Autostrada do nieba (Highway to Heaven, 1987) u boku Michaela Landona, sitcomie sci-fi Fox Małe cudo (Small Wonder, 1987), serialu Disney Channel Dzień dobry, panno Bliss (Good Morning, Miss Bliss, 1987), serialu Słoneczny patrol (Baywatch, 1989).
Sława przyszła wraz z kreacją Davida Silvera w operze mydlanej Beverly Hills, 90210 (1990–2000) i Melrose Place (1992), za którą w 1992 w Los Angeles zdobył nagrodę Young Artist Award.
W 1996 pod pseudonimem „Austin” rozpoczął karierę rapera i nagrał rapowo-hip-hopowy album One Stop Carnival. Jako reżyser zadebiutował w komedii romantycznej Ryba bez roweru (Fish Without a Bicycle, 2003) i otrzymał nagrodę jury na festiwalach filmowych w Los Angeles, Palm Beach i Filadelfii. W 1997 zagrał beztroskiego studenta, który musi zmierzyć się z rzeczywistością, że jest ojcem w telefilmie ABC Nieślubny ojciec (Unwed Father), którego był także producentem.
Pojawił się w serialach CBS – Strefa mroku (The Twilight Zone, 2002) i CSI: Kryminalne zagadki Las Vegas (2003), sitcomie ABC Freddie (2005−2006) u boku Freddiego Prinze'a Jr. i serialu FOX Kroniki Sarah Connor (2008).
Grał też we wszystkich zakontraktowanych 15 odcinkach siódmego sezonu serialu Gotowe na wszystko. Wcielił się w postać dekoratora wnętrz Keitha Watsona, ukochanego Bree.
Był na okładkach „TV Guide”, „Playgirl” i „Bravo”.

## Życie prywatne
Spotykał się z Tori Spelling (1990–91), Tiffani Amber Thiessen (1992–95) i Vanessą Marcil (1999–2003), z którą ma syna Kassiusa Lijaha (ur. 30 marca 2002). Ożenił się ponownie z Megan Fox, z którą spotykał się od 2004. Ceremonia odbyła się w czerwcu 2010 na Hawajach. Mają trzech synów: Noah Shannona (ur. 27 września 2012), Bodhiego Ransoma (ur. 12 lutego 2014) oraz Journeya Rivera (ur. 4 sierpnia 2016). 21 sierpnia 2015 Megan wniosła sprawę do sądu o rozwód a para, kilka dni później, ogłosiła separację. W kwietniu 2019 media ogłosiły, że Megan wycofała wniosek o rozwód. Po tym, jak 16 kwietnia 2020 doszło ponownie do separacji, Green rozstał się z Fox i w czerwcu zaczął się spotykać z Tiną Louise, fotomodelką z Australii z okładkowych sesji dla miesięcznika „Maxim”. Megan Fox i Brian Austin Green rozwiedli się 8 lutego 2022. Związał się z profesjonalną tancerką Sharną Burgess. 28 czerwca 2022 urodził się piąty syn Greena.